# Roses (canción de The Chainsmokers)
«Roses» es una canción del dúo de disc jockeys estadounidenses The Chainsmokers. Fue lanzado al mercado musical como el segundo sencillo de su EP debut , Bouquet el 16 de junio de 2015. La canción fue escrita por The Chainsmokers y cuenta con la voz de la cantante estadounidense Elizabeth Roze Mencel, más conocida por su apodo Rozes.

## Antecedentes
En una entrevista con Mike Wass de Idolator, The Chainsmokers dijo:
"Siempre hemos pensado que esta canción era especial. Desde que quisimos oírla una y otra vez después de haberla hecho. Pero debemos dejar que el público decida que tan buena es. Cuando ponemos la canción, obtenemos una respuesta muy positiva. Eso no quiere decir que sea un éxito pero sabíamos que era una canción especial. pienso que sin duda se oye a Chainsmokers , pero hay un montón de influencias (Taylor Swift, Max Martin) en la producción. Creo que eso es lo bueno de esto, la gente tiene una alternativa a todo lo que se oye en este momento en la radio. Creo que es refrescante. "

## Composición
"Roses" está escrita en la tonalidad de Mi Mayor con un tempo de 100 latidos por minuto en tiempo común. Los coros de la canción están entre los acordes E y Esus2, y las voces van desde B3 a B4.

## Vídeo musical
El vídeo musical de la canción fue lanzado en YouTube el 7 de agosto de 2015.  El vídeo comienza con una mujer que tiene una noche de pasión con su novio. A la mañana siguiente, él desaparece y la mujer sale a buscarlo por toda la ciudad . Después de días de búsqueda,  es casi atropellada por un coche conducido por su novio, lo encontró. Además, a lo largo del vídeo, la mujer baila en una habitación oscura de niebla iluminada por dos focos. Al final del vídeo, la habitación se llena de pétalos de rosa y la mujer baila en los pétalos, acompañada por su novio.

## Lista de canciones
| Descarga digital |                           |          |  |
| N.º              | Título                    | Duración |  |
| 1.               | «Roses» (featuring Rozes) | 3:46     |  |

| Remixes EP |                                               |          |  |
| N.º        | Título                                        | Duración |  |
| 1.         | «Roses» (featuring Rozes) (The Him Remix)     | 2:57     |  |
| 2.         | «Roses» (featuring Rozes) (Zaxx Remix)        | 3:10     |  |
| 3.         | «Roses» (featuring Rozes) (King Arthur Remix) | 3:04     |  |
| 4.         | «Roses» (featuring Rozes) (Loosid Remix)      | 3:45     |  |

## Posicionamiento en listas

### Semanales
| Lista (2015–2016)                     | Mejor posición |
| ------------------------------------- | -------------- |
| Alemania (Offizielle Deutsche Charts) | 24             |
| Australia (ARIA)                      | 5              |
| Austria (Ö3 Austria Top 40)           | 18             |
| Bélgica (Flandes) (Ultratop 50)       | 31             |
| Bélgica (Valonia) (Ultratop 50)       | 22             |
| Canadá (Canadian Hot 100)             | 6              |
| Dinamarca (Tracklisten)               | 29             |
| Estados Unidos (Billboard Hot 100)    | 6              |
| Estados Unidos (Adult Top 40)         | 26             |
| Estados Unidos (Hot Dance Club Songs) | 11             |
| Estados Unidos (Mainstream Top 40)    | 3              |
| Finlandia (OFC)                       | 18             |
| Francia (SNEP)                        | 35             |
| Irlanda (IRMA)                        | 19             |
| Italia (FIMI)                         | 42             |
| Letonia (Latvijas Top 40)             | 5              |
| Líbano (Lebanese Top 20)              | 9              |
| Nueva Zelanda (Recorded Music NZ)     | 8              |
| Noruega (VG-lista)                    | 8              |
| Países Bajos (Dutch Top 40)           | 15             |
| Países Bajos (Mega Single Top 100)    | 18             |
| Reino Unido (UK Singles Chart)        | 16             |
| Reino Unido (UK Dance Chart)          | 7              |
| República Checa (Rádio Top 100)       | 13             |
| Suecia (Sverigetopplistan)            | 13             |
| Suiza (Schweizer Hitparade)           | 20             |

## Certificaciones
| Territorio     | Organismo certificador | Certificación    | Ventas certificadas | Ref.   |
| -------------- | ---------------------- | ---------------- | ------------------- | ------ |
| Alemania       | BVMI                   | Oro              | 200,000             | [ 33 ] |
| Australia      | ARIA                   | 3× Platino       | 210,000             | [ 34 ] |
| Austria        | IFPI — Austria         | Oro              | 15,000              | [ 35 ] |
| Bélgica        | BEA                    | Oro              | 15,000              | [ 36 ] |
| Canadá         | Music Canada           | 5× Platino       | 500,000             | [ 37 ] |
| Dinamarca      | IFPI Denmark           | Oro              | 15,000              | [ 38 ] |
| Estados Unidos | RIAA                   | 3× Platino       | 3,000,000           | [ 39 ] |
| Italia         | FIMI                   | Platino          | 50,000              | [ 40 ] |
| México         | AMPROFON               | 2× Platino + Oro | 150,000             | [ 41 ] |
| Nueva Zelanda  | RMNZ                   | 2× Platino       | 60,000              | [ 42 ] |
| Noruega        | IFPI Norway            | Platino          | 10,000              | [ 43 ] |
| Polonia        | ZPAV                   | 2× Platino       | 40,000              | [ 44 ] |
| Reino Unido    | BPI                    | Oro              | 400,000             | [ 45 ] |
| Suecia         | GLF                    | 2× Platino       | 80,000              | [ 46 ] |